# Maria de Blois
Maria de Blois (1128 - v 1190), infanta de Xampanya i duquessa consort de Borgonya (1145-1162).

## Orígens familiars
Nasqué el 1128 sent filla de Teobald II de Xampanya i Matilda de Caríntia. Era neta per línia paterna del comte Esteve II de Blois i Adelaida d'Anglaterra, i per línia materna d'Engelbert de Caríntia i Uta von Passau.

## Núpcies i descendents
Es casà el 1145 amb el duc Eudes II de Borgonya. D'aquesta unió nasqueren:
- la infanta Alícia de Borgonya (1146-1192), casada el 1164 amb Arquimbald de Borbó
- l'infant Hug III de Borgonya (1148-1192), duc de Borgonya
- la infanta Matilde de Borgonya (?-1202), casada amb Robert IV d'Alvèrnia

Després de la mort del seu marit el 1162 es retirà a la vida contemplativa, arribant a ser abadessa de Fontevrault el 1174. Morí allà mateix vers l'any 1190.